# Lene Adler Petersen
Lene Adler Petersen (født 13. januar 1944 i Aarhus) er en dansk aktionskunstner, maler, tegner og grafiker. Lene Adler Petersen er uddannet på Det Jyske Kunstakademi 1964-66 og Det Kgl. Danske Kunstakademi 1968-69. Hun er medlem af Kunstnersammenslutningen Kammeraterne siden 1995.
Lene Adler Pedersen er kendt for Den kvindelige Kristus, 1969: Hun vandrede nøgen gennem Børsen bærende på et kors, og for Hesteofringen der foregik på en mark i Odsherred sammen med Bjørn Nørgaard i forbindelse med udstillingen Tabernakel på kunstmuseet Louisiana i 1970.
Lene Adler Petersen har bl.a foretaget udsmykninger på Herlev Sygehus, Horsens Rådhus, Aarhus Færgeterminal og Østre Landsret.
Hun er gift med kunstneren Bjørn Nørgaard.

## Værker
- Uddrivelsen af templet/Nøgen kvindelig Kristus I (1969)
- Udklip på papir med ♀-tegnet (1974) kan ses her
- Glaskjolen (1975)
- Portrættet af Rita (1976-80)